# Лабом, Пьер де
Пьер де Лабом (фр. Pierre de la Baume; 1477, Монревель-ан-Брес — 4 мая 1544, Арбуа) — савойский и бургундский церковный деятель, архиепископ Безансона и кардинал.

## Происхождение и ранние годы
Второй сын Ги де Лабома, графа де Монревеля, и Жанны де Лонгви.
Обучался в Дольском университете, где в 1502 году получил степень доктора теологии.

## Начало церковной карьеры
Начал церковную карьеру каноником в Сен-Жане в Лионском диоцезе. Затем стал аббатом-коммендатарием бенедиктинского аббатства Сен-Клод (1511), а также аббатств Нотр-Дам-де-Пиньероль, Сен-Жюст, Сюз и Мустье-Сен-Жан. Позднее, по утверждению Самюэля Гишнона, отца Ансельма, и следующих последнему Миня и Бертона, стал князем Священной Римской империи и титулярным епископом Тарса.
Был послан герцогом Савойским в качестве своего представителя на Пятый Латеранский собор, и с некоторым шумом выступил на сессии в 1515 году.

## Епископ Женевы
В 1521 году епископ Женевский Жан-Франсуа Савойский избрал Пьера своим коадъютором и преемником. В следующем году Пьер де Лабом стал епископом Женевы. Прибыл в город только 1 февраля 1526. Вопреки распространенному мнению, Андре Шатель и Анн-Мари Лекок утверждают, что новый епископ не вел активной борьбы с распространявшейся в городе ересью, и лишь в 1525 году несколько лиц, подозреваемых в лютеранстве, были подвергнуты преследованию, причем это было сделано в ответ на требование проявить твердость, направленное папой Климентом VII.
Основной заботой Пьера было утверждение своей светской власти и политической независимости, как от каноников его капитула, так и от герцога Савойского. Князь-епископ Женевский обладал светской властью над несколькими сеньориями и самим городом Женевой, где его полномочия ограничивались только вольностями, октроированными в конце XIV века, а на землях Лионского диоцеза он обладал духовной властью над несколькими приходами во владениях герцога Савойского. Ситуация осложнялась тем, что капитул собора Сен-Пьер также обладал сеньориальной властью над несколькими доменами. Состоявший, преимущественно, из представителей савойской знати, он настаивал перед папой на своей независимости и от епископа (которого он выбирал), и от города.
Так как Пьер де Лабом не был избран в установленном порядке, но являлся назначенцем своего предшественника, в епархии начался острый конфликт. Епископ опирался на Городской совет и синдиков, а капитул пользовался поддержкой герцога. Некоторое число каноников было арестовано людьми епископа и горожанами, но затем их отпустили.
При этом в 1526 году в составе Синдиката и Городского совета произошел переворот, и сторонники Савойи были заменены представителями так называемой комбуржуазии, стремившимися к альянсу между Женевой и вольными городами Берном и Фрибуром. Епископ, опасавшийся возмездия со стороны герцога, занял в этом вопросе неопределенную позицию, официально выступая против комбуржуазии, но неофициально поддерживая своих друзей в Совете. В день подписания договора о союзе, 12 марта 1526, он отсутствовал в городе, но эта уловка не помогла ему избежать гнева герцога Савойского.
11 июля 1527 в Женеве пронесся слух о том, что герцог намеревается овладеть городом при помощи каноников и тех савойцев, что проживали в Женеве, а епископа планирует низложить и отправить в Шамбери, заменив своим племянником. Пьер де Лабом и синдики провели жестокие репрессии против каноников и савойцев, а кроме того, епископ признал комбуржуазию и передал городу право высшей гражданской юстиции. 30 июля эмиссары Берна и Фрибура, ездившие на переговоры с герцогом Савойским, прибыли в Женеву с сообщением о том, что герцог собирается убить епископа, и посоветовали Лабому бежать.
В ночь с 1 на 2 августа 1527 переодетый прелат тайно покинул город, и, избежав встречи с савойцами и канониками, рыскавшими по окрестностям, укрылся в Сен-Клоде. Герцог немедленно присвоил доходы с его савойских доменов, а 2 апреля 1528 примас Лиона по его просьбе наложил интердикт на епископа, его служителей, синдиков, буржуа и обитателей Женевы.
В период изгнания Пьера в Женеве начался религиозный конфликт, поскольку Берн в 1528 году перешел на сторону Реформы и начал активно поддерживать женевских протестантов. Эмиссары Гийома Фареля распространили влияние нового учения на вальденсов в Дофине, Провансе и Пьемонте. Пьер де Лабом, недовольный возраставшей независимостью женевцев, начал сближаться с герцогом Савойским. В 1530 году начались военные действия: в ответ на убийство дворянина окрестные шателены осадили город. Женевцы обратились за помощью к Берну и Фрибуру, и в октябре 25 тысяч швейцарцев спустились с гор, опустошив савойскую долину Во. Бернцы, несмотря на возражения своих фрибурских союзников, придали вторжению характер религиозной войны, сопровождавшейся святотатствами и актами иконокластии.
Заключив в 1531 году соглашение с Савойей, швейцарцы удалились, но с этого времени реформация в Женеве не переставала усиливаться. Поскольку магистрат оставался преимущественно католическим, в городе начались вооруженные столкновения, и 1 июля 1533 фрибурцы предложили епископу вернуться в Женеву для восстановления порядка. Вступив в город со швейцарским эскортом, Пьер де Лабом был хорошо принят католической группировкой, но лишь усилил гражданский конфликт, арестовав протестантскую верхушку с намерением предать ее суду по обвинению в убийстве каноника, погибшего в уличном бою. Совет и синдики заявили протест, апеллируя к городским вольностям. Потерпев неудачу, Пьер 15 июля 1533 тайно покинул Женеву. Через некоторое время, потеряв надежду на возвращение, он перенес епископский двор в Жекс.
В мае 1534 католический Фрибур разорвал союз с Женевой, в которой сторонники Фареля получили полную свободу действий. В июле соединенная армия епископа и герцога, выступившая из епископского замка Пене, неудачно пыталась осадить Женеву, а 22 августа Пьер де Лабом отлучил горожан от церкви. Позиции реформатов продолжали усиливаться, и 31 мая 1536 граждане Женевы торжественно объявили, что отныне будут жить, согласно Евангелию.
Окончательно изгнанный из Женевы, Пьер де Лабом стал активным деятелем ранней Контрреформации. В аббатстве Сен-Клод он провел масштабную реконструкцию, установив новый богато украшенный алтарь, в XIX веке приписывавшийся работе Гольбейна, а в XX «итальянской школе», и ставший одним из самых известных «боевых алтарей», изображения на которых были прямо направлены против реформатской пропаганды. Центральным сюжетом росписи является поклонение распятому Христу, а епископ и двое священников изображены у его подножия.

## Архиепископ Безансона и кардинал
Назначенный архиепископом Безансона Антуаном де Вержи в качестве коадъютора, Пьер де Лабом смог вступить в должность только 17 декабря 1532, через представителя, Луи де Ри, аббата Бланшрива в Лангрском диоцезе.

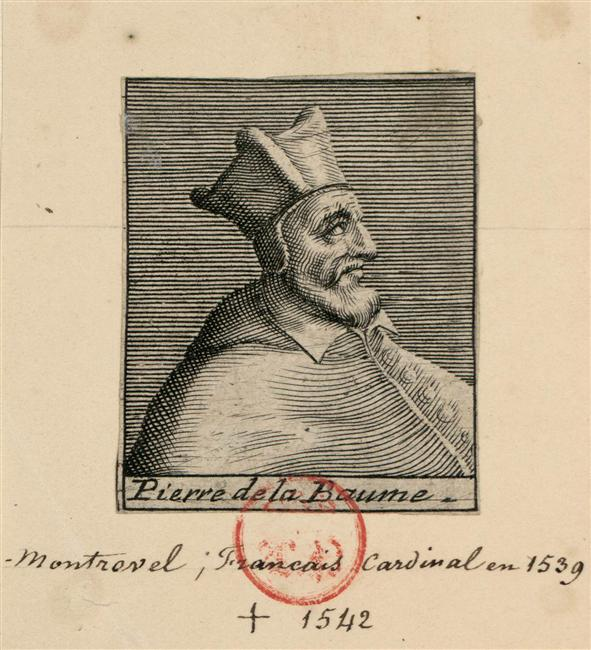
Пьер де Лабом (1477—1544), кардинал в 1539

Чтобы вознаградить его ревностную веру и компенсировать потерю епископства, папа Павел III на консистории 19 декабря 1539 возвел Пьера де Лабома в сан кардинала. 21 ноября 1541 он получил титул церкви Санти-Джованни-э-Паоло. По мнению исследователей, весьма вероятно, что де Лабом был связан со знаменитым письмом, направленным в 1539 году женевцам кардиналом Джакопо Садолето. В 1540 году он был среди членов курии, подписавших буллу Павла III об основании Общества Иисуса.
2 января 1542, через четыре дня после смерти Антуана де Вержи, аббат Люксёя Франсуа Бонвало от имени Пьера принял Безансонское архиепископство. 27 июня 1543 Пьер добился от папы буллы с предварительным назначением своим преемником племянника Клода, которому поручалось администрирование Безансона. В августе булла была признана императором Карлом V. В том же году отказался от Женевской кафедры в пользу Луи де Ри. Архиепископ умер 4 мая 1544 в Арбуа, и был погребен там же в церкви Сен-Жюст.
По утверждению Гишнона, этот прелат должен быть иметь «редкие достоинства», поскольку являлся «одним из основных министров и наиболее доверенных государственных советников императора Карла V».